# Șantierul Naval Gdańsk
Șantierul Naval Gdansk (în poloneză Stocznia Gdańsk Spółka Akcyjna) este cel mai mare șantier naval din Polonia. Până în 1990 a purtat numele lui Vladimir Ilici Lenin și a fost leagănul mișcării Solidaritatea, care a dus la prăbușirea Blocului de Est.